# Козинці (Гайсинський район)
Кози́нці — село в Україні, у  Ободівській сільській громаді Гайсинського району Вінницької області. Населення становить 747 осіб.

## Історія
Засноване 1600 . Під час проведеного радянською владою Голодомору 1932—1933 років померло щонайменше 202 жителі села.
12 червня 2020 року, відповідно розпорядження Кабінету Міністрів України № 707-р «Про визначення адміністративних центрів та затвердження територій територіальних громад Вінницької області», село увійшло до складу Ободівської сільської громади.
19 липня 2020 року, в результаті адміністративно-територіальної реформи і ліквідації Тростянецького району, село увійшло до складу Гайсинського району.

## Відомі особистості
Килівник Василь (1969 — 2023) — український військовик, учасник російсько-української війни.
Сліденко Віктор Михайлович ( нар.15 липня 1947 року) -  кандидат технічних наук, професор, доцент кафедри електромеханічного обладнання  КПІ імені І.Сікорського.